# Lac Anticagamac
Lac Anticagamac är en sjö i Kanada.   Den ligger i regionen Mauricie och provinsen Québec, i den sydöstra delen av landet, 250 km nordost om huvudstaden Ottawa. Lac Anticagamac ligger 188 meter över havet. Arean är 1,8 kvadratkilometer. Den sträcker sig 5,6 kilometer i nord-sydlig riktning, och 1,2 kilometer i öst-västlig riktning.
I omgivningarna runt Lac Anticagamac växer i huvudsak blandskog. Trakten runt Lac Anticagamac är nära nog obefolkad, med mindre än två invånare per kvadratkilometer.